# Astragalus orthocarpoides
Astragalus orthocarpoides — вид квіткових рослин з родини бобових (Fabaceae). Ареал охоплює такі країни: пн.-сх. Іран (Провінція Хорасан).

## Середовище
Це багаторічна трав'яниста рослина, яка, ймовірно, росте в гірських районах. Висота проживання: 1200–1300 метрів. Інформація про загрози для цього виду наразі невідома.